# 佐藤義夫 (放送実業家)
佐藤 義夫（さとう よしお、1899年3月13日 - 1961年7月29日）は、日本の実業家。中部日本放送社長を務めた。現在の岩手県奥州市（旧江刺市域）出身。

## 経歴・人物
1922年に慶應義塾大学を卒業し、星製薬、時事新報社での勤務を経て、1935年に岩手日報社専務に就任する。その後、1942年に中日新聞社の前身である新愛知新聞社に入社し、取締役と常務を歴任した。
1950年に中部日本放送の専務に就任し、副社長を経て、1959年11月から社長に就任した。
1961年7月29日社長在職中に心筋梗塞で死去。62歳没。